# Observatoire d'astrophysique Rothney
L'Observatoire d'astrophysique Rothney (Rothney Astrophysical Observatory ou RAO) est un observatoire astronomique située près de Priddis, au Canada, à environ 25 kilomètres au sud-ouest de Calgary. L'observatoire, mis en service en 1972, est géré par le département de physique et d'astronomie de l'Université de Calgary. 
Il est utilisé pour la formation des étudiants en physique et en astrophysique ainsi qu'à des fins éducatives auprès des écoliers et du public. 

## Télescopes
- L'observatoire abrite d'abord le télescope Clark-Milone, nommé en l'honneur des codirecteurs Alan Clark et Eugene Milone (en). Le miroir primaire de l'instrument fait 41 centimètres de diamètre[2],[1].
- Un nouveau télescope de type Ritchey-Chrétien, avec un miroir primaire de 1,8 mètre, est mis en service au cours des années 1990. Il possède une monture atypique de type altitude-altitude (alt-alt) qui lui permet, notamment, d'avoir un meilleur accès au ciel du nord[3].